# Palais de l'Électricité et Château d'eau
Pour les articles homonymes, voir Château d'eau (homonymie).
Le palais de l'Électricité et le Château d'eau sont un ensemble architectural décoratif construit et détruit dans le cadre de l'Exposition universelle de 1900 et situé à Paris, en France.

## Situation et accès
L'ensemble était situé au sud du Champ-de-Mars, dans le 7e arrondissement de Paris. Plus largement, il se trouvait dans le département de la Seine, en région Île-de-France. Masquant la galerie des Machines et les usines de la force motrice, il domine tous les édifices environnants.

## Structure
Le palais de l’Électricité est précédé par le Château d’eau, qui fait corps en quelque sorte avec lui, ainsi que de deux rampes semi-circulaires. Le palais, entièrement constitué de fer et de verre, se développe sur une longueur de 130 mètres, et atteint une hauteur de 70 mètres à son point culminant. Son motif central est dominé par un cartouche où brille la date de 1900, surmontée d’une figure allégorique, symolisant le Génie de l’électricité debout sur un char qu’emportent des hippogriffes et brandissant le flambeau du Progrès. La toiture affecte la forme d’un immense arc de cercle tréflé formé de la réunion de petits arcs de cercle accolés les uns aux autres et soutenus par des pylônes qui vont en diminuant de hauteur de chaque côté, ce qui donne au palais une forme elliptique. La ligne de toiture est surmontée d’une crête à jour, formant frise, parée de milliers d’oriflammes multicolores. La façade, en zinc repoussé et ajouré comme une dentelle se compose de neuf baies revêtues d’ornements polychromes (vitraux et céramiques transparentes) aux couleurs harmonieusement mélées.
Justifiant son nom, le palais de l’Électricité est illuminé par 5 000 lampes à incandescence de diverses couleurs, 8 lampes à arc avec projecteurs à verres colorés et 4 lampes à arc avec réflecteurs lui faisant. Le sous-sol du palais, réservé aux lourds moteurs électriques, est éclairé, jour et nuit, par des lampes. L’étage supérieur communique, par des escaliers, avec les annexes latérales du palais, formées par deux galeries de 30 mètres de largeur. La travée du centre se prolonge, entre les deux usines de la force motrice, par un grand vestivule, qui aboutit directement à la salle des Fêtes de la galerie des Machines.
Le Château d’eau se compose, quant à lui, d’une vaste niche hémisphérique de 30 mètres d’ouverture sur 11 de profondeur, contenant une série de vasques de grande dimension disposées en amphithéâtre, d’où tombent des nappes d’eau descendant en cascades pour rejoindre un vaste bassin au bas des larges rampes monumentales ellipsoïdales,. Des divinités et des génies des eaux forment la base de son ornementation, qui s’inspire un peu du style Louis XV. Au centre de la vasque inférieure se dresse, sur des roches naturelles, un groupe allégorique représentant l’Humanité, conduite par le Progrès, qui s’avance vers l’Avenir, en renversant dans l’écume deux figures de Furies qui personnifient la Routine. Au centre de la voûte, jaillit d’une hauteur de 30 mètres une cascade plus imposante que celle de Saint-Cloud, une « rivière » de 10 mètres de largeur, déversant 1 200 litres d’eau par seconde. Partout sont dispersés des groupes d’animaux chimériques vomissant de l’eau, des gerbes, des bouillons, des jets variés. Le Château d'eau abrite, en plus du palais, 1 100 lampes.

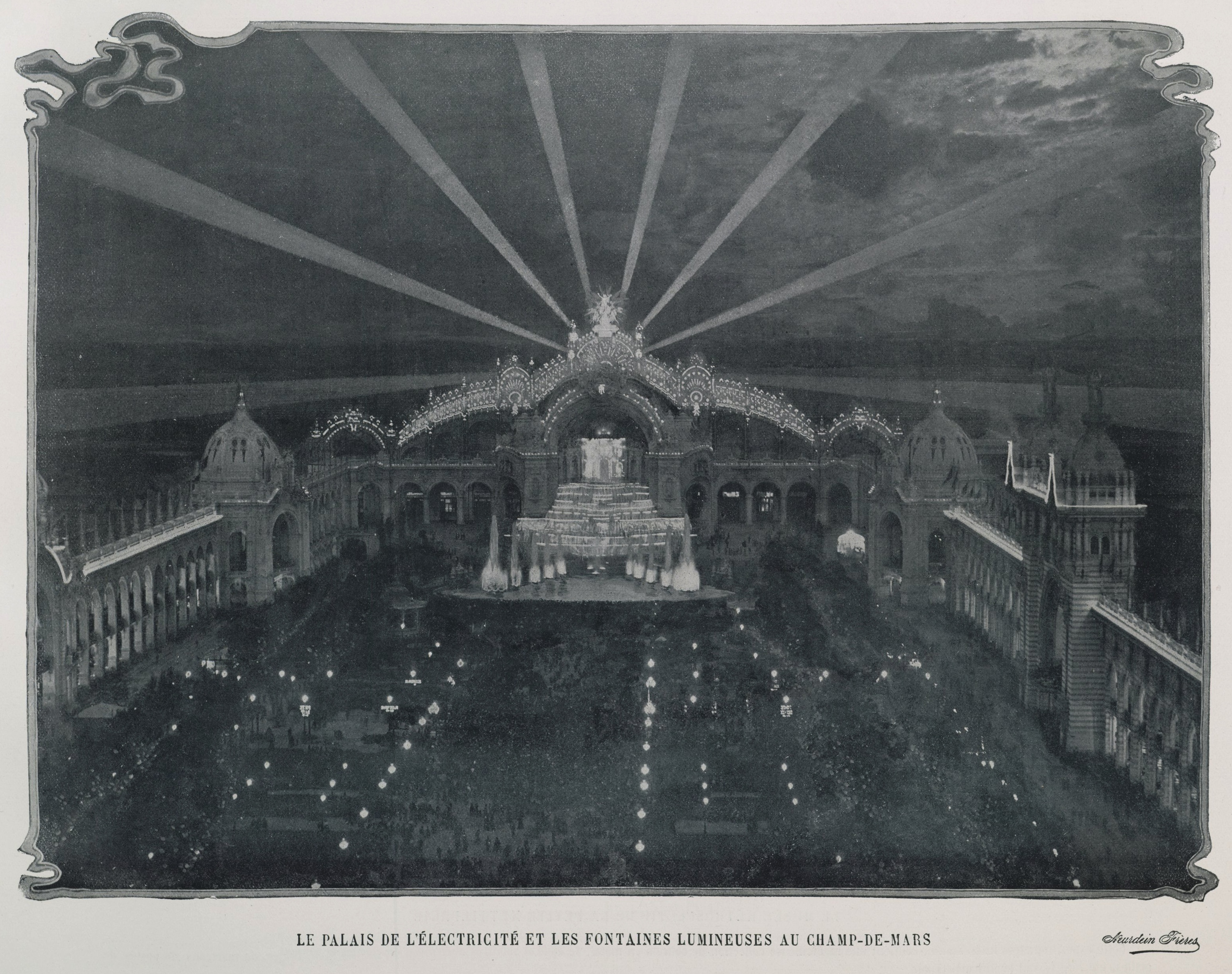
Illuminations prises par les frères Neurdein.
- Vidéo panoramique du Champ-de-Mars avec le palais en fond, prise par Thomas Edison, le 9 août 1900.
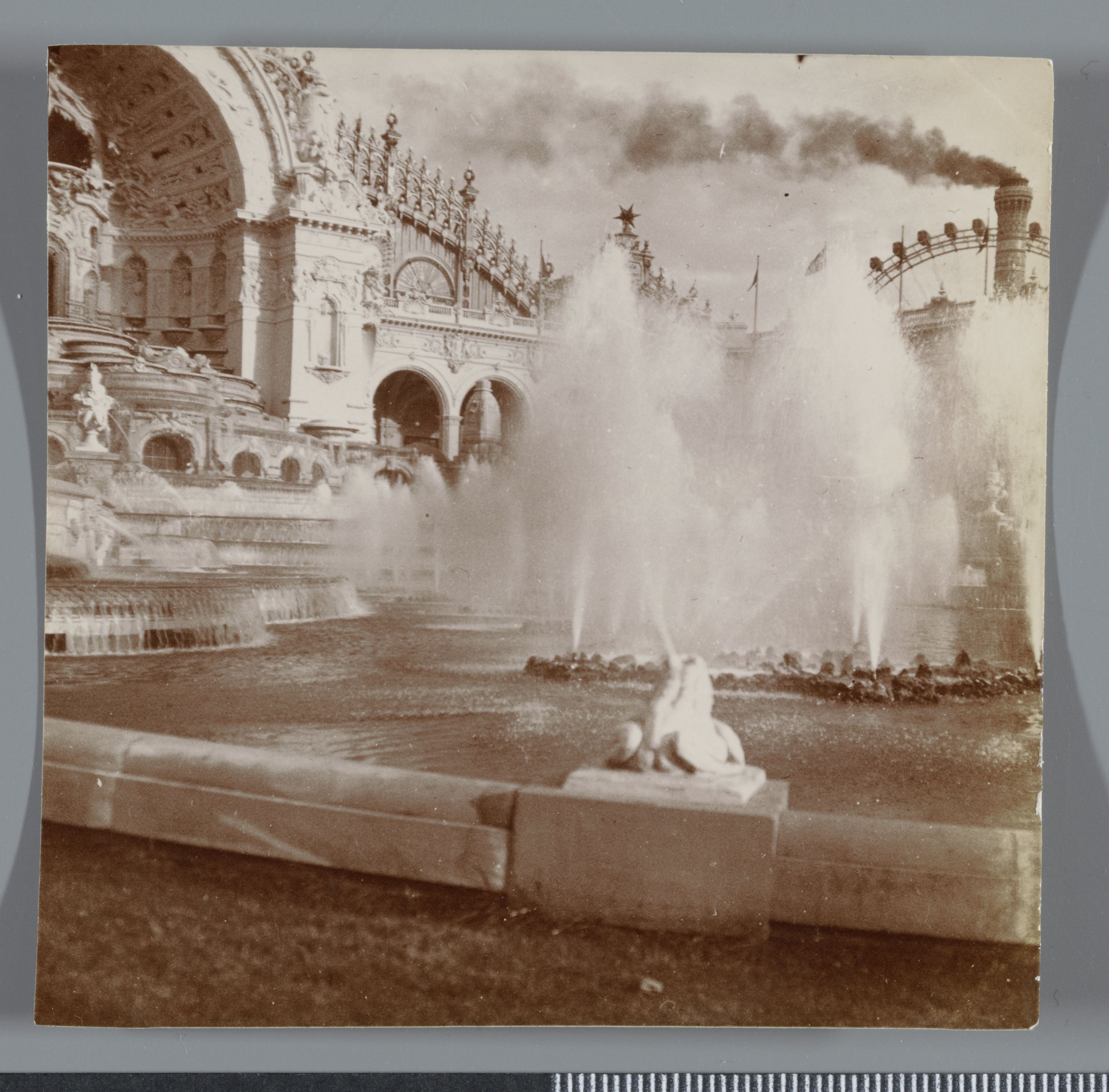
Vue rapprochée des fontaines du Château d’eau.
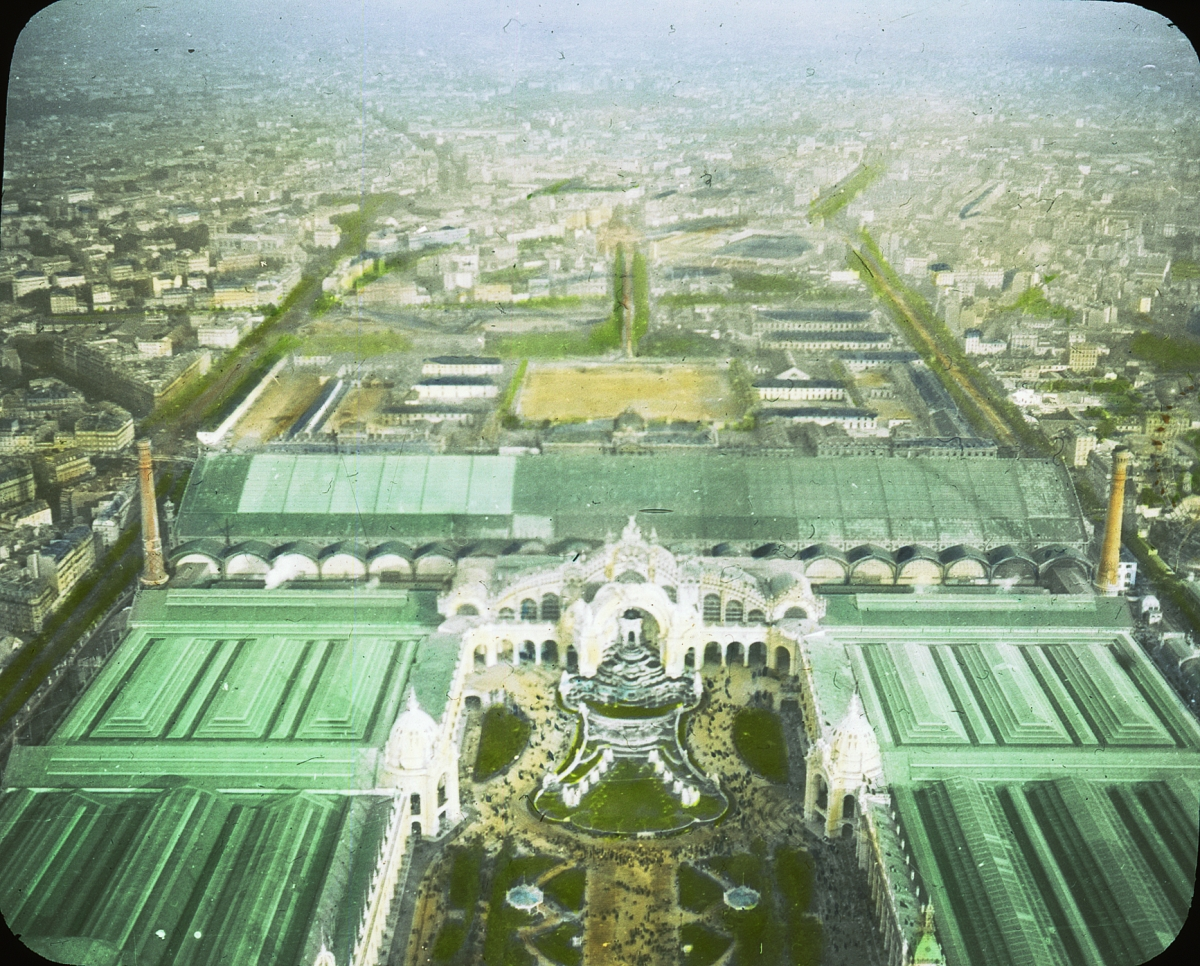
Vue aérienne du Champ-de-Mars avec les toitures, les façades et les fontaines, prise vraisemblablement depuis la tour Eiffel.

## Fonctions
L'ensemble forme une « toile de fond » sur un Champ-de-Mars aménagé et est sujet au spectacle. Pendant la journée, les oriflammes, les verreries polychromes, les ciselures étincelantes, les dorures, les eaux jaillissantes attirent l'attention des visiteurs. À la tombée de la nuit, les milliers de lampes mettent en scène un rayonnement lumineux puissant avec une importante variété. La grotte s’embrase de rayons réfractés dans la masse liquide, dont les gerbes s’irradient des jeux d’une lumière polychrome changeante, au moyen de procédés novateurs. 
Parallèlement, des portiques, des promenoirs, dont quelques-uns passant sous les cascades, sont disposés sur cet ensemble pour les visiteurs. Ces portiques bordent toute la façade du palais de l’Électricité, et s’infléchissent ensuite, à leurs extrémités de droite et de gauche, pour former deux vestibules donnant accès, du côté de l’avenue de Suffren, dans le palais des Industries chimiques, du côté de l’avenue de la Bourdonnais, dans le palais du Matériel et des Procédés généraux de la mécanique,.